# Mi canto español
Mi canto español è una raccolta pubblicata dalla Bmg Ricordi nel 1997. Racchiude tutte le incisioni di Mia Martini, incise tra il 1973 e il 1974 per i mercati di Spagna e America Latina, mai pubblicate in Italia. 

## Tracce
1. Pequeño hombre (Piccolo uomo)
2. Mujer sola (Donna sola)
3. La nave (La nave)
4. Tu seras siempre tu (Tu che sei sempre tu)
5. Amante (Amanti)
6. Nieve blanca (Neve bianca)
7. Madre (Madre)
8. Este amor verdadero (Questo amore vero)
9. Un amor màs (Un uomo in più)
10. Minuetto (Minuetto)
11. Mi cantar enamorado (Il tuo cuore di neve)
12. Hymno (Inno)
13. ...Y estan lloviendo estrellas (...E stelle stan piovendo)
14. Yo hembra, yo persona (Io donna, io persona)
15. Quien lo dirìa (Che vuoi che sia... se t'ho aspettato tanto)
16. Libre (Libera)